# Сіхях-Чан-К'авііль II
Сіхях-Чан-К'авііль II (Сиях-Чан-К'авііль II) (SIH-(Y)AJ-CHAN K'AWI: L, д/н — 4 лютого 456) — 2-й цар Мутуля з теотіуаканської династії. Правив з 411 до 456 року. Ім'я перекладається як «Небом породжений Кавііль». Відомий також під ім'ям «Небесна буря».

## Життєпис
Походив з династії Теотіуакана. Син ахава Яш-Ну'н-Ахііна I і принцеси з царства І. Після смерті батька близько 404 року деякий час не зміг обійняти трон, оскільки з'явилися інші претенденти, зокрема К'ук’-Мо. Для відновлення порядку втрутився калоомте Сіхйах-К'ахк, який відновив владу Теотіуаканської династії.

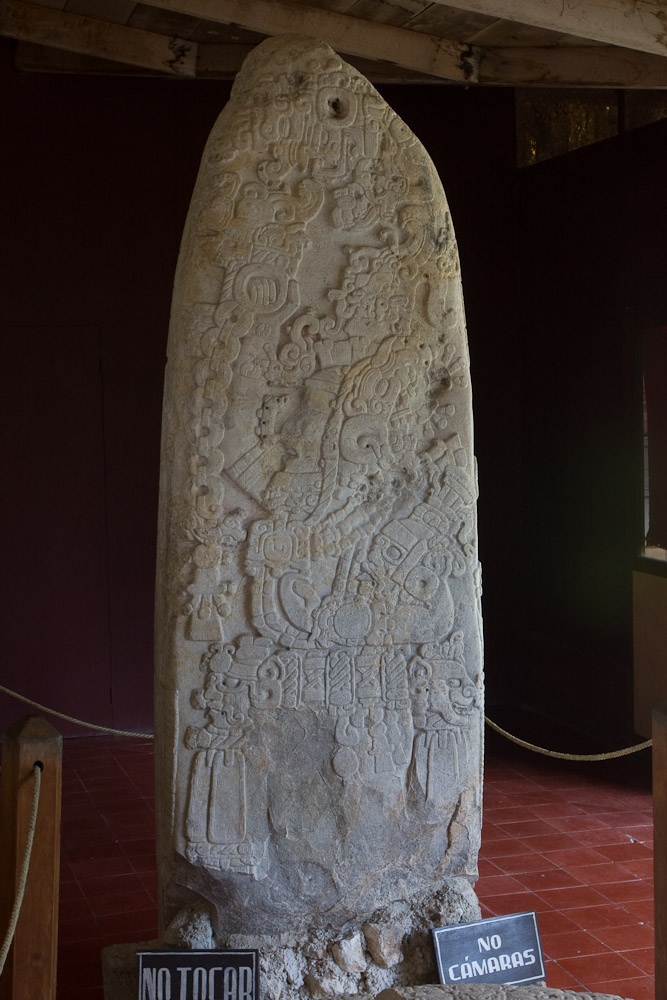
Стела 31 з Тікаля

Втім церемонія інтронизації Сіхях-Чан-К'авііля II відбулася лише у 411 році, причини цього невідомі (з приводу малолітства або нового розгардіяшу). Він приділяв значну увагу обґрунтуванню легітимності своєї влади, постійно звертався до минулого. Саме в його правління були створені такі монументи, як стела 31 з Тікаля і «Маркадор» (освячено у 414 році). Основна мета нового ахава полягала в тому, щоб показати себе, з одного боку, нащадком Хац'о'м-Куйа (калоомте з Теотіуакана), а з іншого — законним спадкоємцем старої династії, яка правила в Яшмутулі до війни з Теотіуаканом. Для цього був створений новий дуже своєрідний стиль царського монументального мистецтва, в якому елементи теотіуаканського мілітаризму поєднувалися з місцевою традицією.
У царювання Сіхях-Чан-К'авііля II почалося піднесення Мутульського царства, якей перебрало на себе роль регіонального лідера і гегемона. Цей правитель все ще називав себе васалом західного калоомте, але характер і ступінь опіки істотно змінилися. До Сіхях-Чан-К'авііля II перейшла чільна роль в системі «Нового порядку», яка належала раніше Сіхйах-К'ахк'у. Також він успадкував царство своєї матері — І. Сфера вплива Сіхях-Чан-К'авііля II за приблизним аналізом дослідників охоплювала території Центрального і Східного Петена. Союзниками стають царства Баашвіц, Сааль і К'анту.
У 426—427 роках сприяв затвердженю нової, союзної, династії в Хушвінтікі, яке було столицею Шукуупського царства. В цей же час допоміг затвердитися К'ук’-Баламу I в царстві Токтахна.
На стелі 40 з Тікаля повідомляється, що Сіхях-Чан-К'авііль II помер в день 9.1.0.8.0, 10 Ахав 13 Муваахн (4 лютого 456 року). Він був похований під «Храмом XXXIII» Північного акрополя в гробниці, відомої сьогодні як «Поховання 48».

## Родина
Дружина — Іш-Ахіін з царства Ель-Сапоте (невелике городище на південь від Тікаля)
Діти:
- К'ан-Чітам (414/415-), ахав з 457 до бл. 480 року